# Enfermedades huérfanas (legislación colombiana)

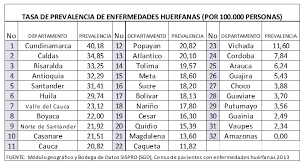
Cifras de las enfermedades huérfanas en las principales ciudades de Colombia.

En Colombia una enfermedad huérfana es aquella crónicamente debilitante que afecta a un pequeño número absoluto de personas o a una proporción reducida de la población. En el 2010 se aprobó la Ley 1392 de 2010 que reconoce las enfermedades huérfanas como un problema de especial interés en salud debido al escaso número de casos que se presentan, así como por su elevado costo de atención.  Esta ley sanciona que estas enfermedades deben contar con un mecanismo de aseguramiento diferente al usado para las enfermedades generales y, además, contar con procesos de atención altamente especializados.

## Antecedentes de la ley
Antes de la aprobación de la ley, la Constitución Nacional en su artículo 161 y la Ley 5 de 1982 garantizan que todos los colombianos sin distinciones económicos o sociales tienen derecho a la salud, sin embargo, las personas que padecían enfermedades huérfanas no eran una prioridad, provocando la desprotección de su diagnóstico y tratamiento. Asimismo, recibía muy poca atención en las Facultades de Medicina, pues su nivel de enseñanza era muy bajo.

## Presentación del proyecto de ley
El proyecto fue presentado por la senadora Dilian Francisca Toro. 
Cuando se presentó el proyecto de ley se manifestaron varios temores, pues no se sabía si el endeble Sistema de Salud colombiano sería capaz de incorporar un número tan grande de enfermedades y poderlas atender de manera correcta. Por lo anterior, durante los trámites del proyecto, se discutió la inclusión de solo algunas enfermedades pues la cantidad de casos que se presentaban podrían llegar a colapsar el sistema de salud, por lo tanto, se quería incluir únicamente los casos más presentados. En contraposición, algunos legisladores argumentaban que era inconstitucional dejar fuera algunas de esas enfermedades.

## Aprobación de la ley
El 8 de junio de 2010 se dio el último debate y se dio aprobación de la ley reconociendo las enfermedades huérfanas como de especial interés por lo que el Estado debe garantizar la protección social a todos los pacientes que sean diagnosticados con dichas enfermedades. Después de la sanción del presidente de la República, el dos de julio de 2010, se dio aprobación a la ley.

## Actualidad
La ley ha sido reconocida como un gran avance pues cuenta con muchos aspectos que favorecen el proceso de salud y tratamiento de los pacientes diagnosticados con una enfermedad huérfana.  Aun así, muchos especialistas afirman que, aunque la ley está, hay grandes problemas con su aplicación, primero, porque los altos costos de tratamiento tienen un gran impacto económico para el sistema de salud y segundo, porque el diagnóstico temprano sigue siendo una barrera.
El doctor Carlos Javier Almáciga, director del Instituto de Errores Innatos del Metabolismo de la Universidad Javeriana, afirma que los síntomas de estas enfermedades son muy inespecíficos, lo que tiene como consecuencia que cuando hay un paciente que tiene letargia, vómito, rechazo a la alimentación, convulsiones o retraso en el desarrollo, normalmente lo primero que hacen los médicos con estos pacientes, que en la mayoría de casos bebés, es pensar que se trata de enfermedades comunes; después de un par de días, meses en los casos desafortunados o años en el peor de los escenarios, sospechan que puede ser una enfermedad “huérfana”.
Actualmente, el Ministerio de Salud reconoce 2 mil 700 enfermedades huérfanas.